# Бертоли, Паоло
Паоло Бертоли (итал. Paolo Bertoli; 1 февраля 1908, Поджо Гарфаньяно, королевство Италия — 8 ноября 2001, Рим, Италия) — итальянский куриальный кардинал и ватиканский дипломат. Титулярный архиепископ Никомедии с 24 марта 1952 по 28 апреля 1969. Апостольский делегат в Турции с 26 марта 1952 по 7 мая 1953. Апостольский нунций в Колумбии с 7 мая 1953 по 15 апреля 1959. Апостольский нунций в Ливане с 15 апреля 1959 по 16 апреля 1960. Апостольский нунций во Франции с 16 апреля 1960 по 23 апреля 1969. Префект Священной Конгрегации по Канонизации Святых с 7 мая 1969 по 1 марта 1973. Камерленго Святой Римской Церкви с 5 мая 1979 по 25 марта 1985. Кардинал-священник с титулом церкви Сан-Джироламо-делла-Карита с 28 апреля 1969 по 5 марта 1973. Кардинал-священник с титулом церкви Сан-Джироламо-дельи-Скьявони с 5 марта 1973 по 30 июня 1979. Кардинал-епископ Фраскати с 30 июня 1979 по 8 ноября 2001.